# 陳以禮 (宛平)
陳以禮（？年—？年），順天宛平人，由未入流，道光二十年二月任四川順慶府岳池縣典史。是一位政治人物，明清時曾在四川順慶府岳池縣（位於今四川東北部，武周萬歲通天二年分南充、相如二縣置，是一個千年古縣）擔任官吏。